# سرگی سیمونوف
سرگئی سیمونوف (روسی: Сергей Гаврилович Симонов؛ ۹ آوریل ۱۸۹۴ – ۶ مهٔ ۱۹۸۶) مهندس و طراح اسلحهٔ اهل امپراتوری روسیه بود. او با ساخت اسلحهٔ نیمه‌اتوماتیک سیمونوف از پدران تفنگ تهاجمی مدرن به‌شمارمی‌رود.
سرگئی سیمونوف همچنین برندهٔ جوایزی همچون نشان لنین شده‌است.